# Chinese Work Songs
Chinese Work Songs è il tredicesimo album in studio del gruppo musicale statunitense Little Feat, pubblicato nel 2000. 
Il disco contiene quattro cover.

## Tracce
1. Rag Mama Rag (J. R. Robertson) – 4:38
2. Eula (Barrère, Tackett) – 4:26
3. Bed of Roses (Murphy, Payne) – 4:48
4. Sample in a Jar (Anastasio, Tom Marshall) – 4:54
5. Just Another Sunday (Murphy, Payne) – 7:52
6. Gimme a Stone (Hyman, Chertoff, Forman, Bazilian) – 5:06
7. Rio Esperanza (Murphy, Payne) – 4:54
8. Tattoo Heart (Barrère, Murphy) – 6:55
9. Marginal Creatures (Barrère, Tackett) – 5:16
10. Chinese Work Songs (Payne, Tackett) – 6:27
11. It Takes a Lot to Laugh, It Takes a Train to Cry (Bob Dylan) – 6:07

## Formazione
- Paul Barrère – voce, chitarra, dobro
- Sam Clayton – percussioni, cori
- Kenny Gradney – basso, cori
- Richie Hayward – batteria, voce
- Shaun Murphy – voce, percussioni
- Bill Payne – tastiera, voce
- Fred Tackett – chitarra, dobro, cori